# Kusanagistadion
Het Kusanagistadion  (Japans: 静岡県草薙総合運動場陸上競技場) is een multifunctioneel stadion in Shizuoka, een stad in Japan. Het stadion maakt deel uit van een grotere Kusanagi Sportcomplex waar allerlei faciliteiten waren, waaronder een gymzaal en een zwembad.
Het stadion wordt vooral gebruikt voor atletiekwedstrijden. Er kan ook in gevoetbald worden. Het werd ook gebruikt voor het Aziatisch kampioenschap voetbal onder 16 van 2004 dat van 4 tot en met 18 september in Japan werd gespeeld. In het stadion is plaats voor 28.000 toeschouwers. Het stadion werd geopend in 1957.